# CGS-systemet
CGS (akronym för centimeter–gram–sekund) eller Gauss system är ett måttsystem som utgår från grundenheterna centimeter, gram och sekund. Det finns bara en uppsättning mekaniska enheter, men flera varianter av elektriska tilläggsenheter.
| Storhet    | Enhet          | Definition                     | SI          |
| ---------- | -------------- | ------------------------------ | ----------- |
| längd      | centimeter     | 1 cm                           | = 10−2 m    |
| massa      | gram           | 1 g                            | = 10−3 kg   |
| tid        | sekund         | 1 s                            | 1 s         |
| kraft      | dyn            | 1 dyn = 1 g•cm/s²              | = 10−5 N    |
| energi     | erg            | 1 erg = 1 g•cm²/s²             | = 10−7 J    |
| effekt     | erg per sekund | 1 erg/s = 1 g•cm²/s³           | = 10−7 W    |
| tryck      | barye          | 1 Ba = 1 dyn/cm² = 1 g/(cm•s²) | = 10−1 Pa   |
| viskositet | poise          | 1 P = 1 g/(cm•s)               | = 10−1 Pa•s |

## Historik
Systemet föreslogs 1832 av den tyske matematikern Carl Friedrich Gauss med senare kompletterande elektromagnetiska enheter föreslagna av James Clerk Maxwell och Lord Kelvin. CGS-systemet har numera, via MKSA-måttsystemet, ersatts av den moderna SI-standarden och dess härledda enheter.
CGS-enheter förekommer numera mest inom viss amerikansk teknisk litteratur, företrädesvis inom elektrodynamik och astrofysik. Många astronomer argumenterar fortfarande för CGS-systemet, då notationen blir enklare.